# Charlotte Löwensköld
Charlotte Löwensköld är en roman av Selma Lagerlöf från 1925. Det är den andra boken i romantrilogin som börjar med Löwensköldska ringen, och fortsättes av Anna Svärd.

## Handling
Romanen börjar med att introducera överstinnan Beate Ekenstedt, av släkten Löwensköld från Hedeby, sedermera gift och boende i Karlstad. Hon är en vacker, bildad kvinna, men ignorerar sin man och sina döttrar till förmån till sin son Karl-Arthur, för vilken hon har enorma förhoppningar. Han förväntas bli en stor man, men när han studerar i Uppsala uteblir de fina resultaten och han blir istället genom vänskapen med en pietist djupt religiös, vilket sliter på resten av familjen då hans strikta åsikter nästan förstör hans systers bröllop.
Några år senare lever Karl-Arthur som fattig pastorsadjunkt hos prosten i Korskyrka. Han är förlovad sedan många år med den föräldralösa men godhjärtade och levnadsglada Charlotte Löwensköld, som bor på samma gård som sällskap åt prostinnan. Precis som Beate har Charlotte drömmar om att Karl-Arthur ska bli den storartade man de båda vet att han kan bli, men han själv har inga sådana planer. Han har naiva drömmar om att leva i fattigdom för att komma närmare Gud, och drar ut på att gifta sig. När den rike brukspatronen Schagerström en dag reser förbi prostgården skämtar Charlotte om att hon skulle gifta sig med honom om han friade. 
Schagerström hör talas om Charlottes skämt och bestämmer sig efter lite funderingar för att faktiskt fria till henne, men hon ger honom korgen. Han reser sin väg igen djupt imponerad av henne.
Samtidigt är organistfrun Thea Sundler olyckligt förälskad i Karl-Arthur. Hon är dotter till Malvina Spaak från den tidigare boken, och som det kommer att visa sig är hon den som förkroppsligar den dödliga förbannelsen som vilar över släkten Löwensköld. Med smicker och intriganta avslöjanden driver hon isär Karl-Arthur och Charlotte. Karl-Arthur bryter förlovningen och svär på att han ska gifta sig med den första kvinnan han möter på vägen, vilket blir dalkullan Anna Svärd.
Thea fortsätter sitt verk och sprider rykten om Charlotte, som av kärlek till Karl-Arthur vägrar att försvara sig utan tar på sig hela skulden för brytningen. Schagerström, vars kärlek till Charlotte växer, försöker flera gånger hjälpa till och ställa saker till rätta men lyckas bara göra saken värre varje gång.
Kulmen nås då Karl-Arthur bryter med sin familj då de försöker jaga bort Anna Svärd. Karl-Arthur överger familjen trots att hans mor faller och skadas illa när hon försöker stoppa honom. Charlotte, som älskar överstinnan som en mor, söker förtvivlat efter ett sätt att få de två att försonas igen, till vilket pris som helst. Det pris hon får betala är en överenskommelse med Thea Sundler. Thea kan övertala Karl-Arthur att resa tillbaka till Karlstad och försonas, men för att göra det kräver hon att Charlotte försvinner ur Karl-Arthurs liv - hon måste gifta sig med Schagerström.
Schagerström som varit vittne till en stor del av händelserna, och som även han ser överstinnan som en modersfigur, förstår till stor del vad som pågår även om han inte har alla detaljer. Bröllopet är ingen rolig affär för honom, men han mjuknar då han ser hur lyckliga folket på bruket är över att ha fått en husmor, och hur väl Charlotte tar det hela. Charlotte avbryter även hans försök att ge sig iväg på bröllopsnatten och protesterar mot hans plan att ta ut skilsmässa snarast möjligt. Hon älskar honom inte, men hon vet att hon kan göra det.
Fortsättningen Anna Svärd tar vid direkt där denna bok slutar, med att Karl-Arthur åker till Karlstad.

## Filmatiseringar
- 1930 - Charlotte Löwensköld, regisserad av Gustaf Molander med Birgit Sergelius i titelrollen.
- 1979 - Charlotte Löwensköld, regisserad av Jackie Söderman med Ingrid Janbell i titelrollen.